# Harfa (skała)

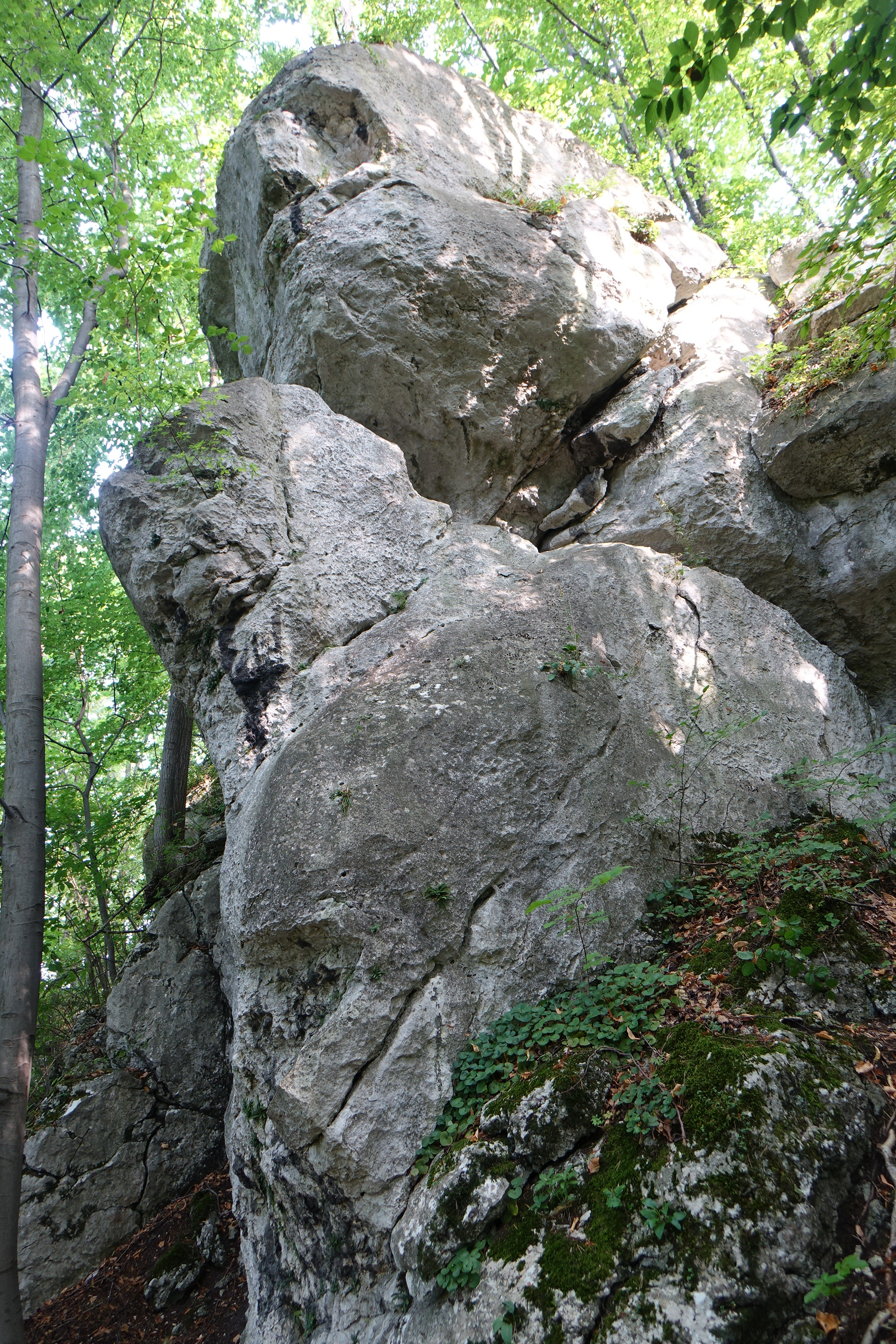

Harfa – skała w Górach Sokolich w obrębie miejscowości Olsztyn w województwie śląskim, w powiecie częstochowskim, w gminie Olsztyn. Znajduje się na grzbiecie Pustelnicy, na Wyżynie Mirowsko-Olsztyńskiej będącej częścią Jury Krakowsko-Częstochowskiej.
Jest to zbudowana z wapieni skała o wysokości 12 m. Znajduje się w lesie, w niewielkiej odległości od Turni Simonda. Na jej pionowych ścianach w 1997 r. poprowadzono 3 drogi wspinaczkowe o trudności od V+ do VI.2 w skali polskiej. Wszystkie mają zamontowane stałe punkty asekuracyjne: ringi (r) i stanowisko zjazdowe (st). Skała znajduje się w rezerwatu przyrody Sokole Góry i obecnie wspinaczka skalna na niej jest zabroniona.

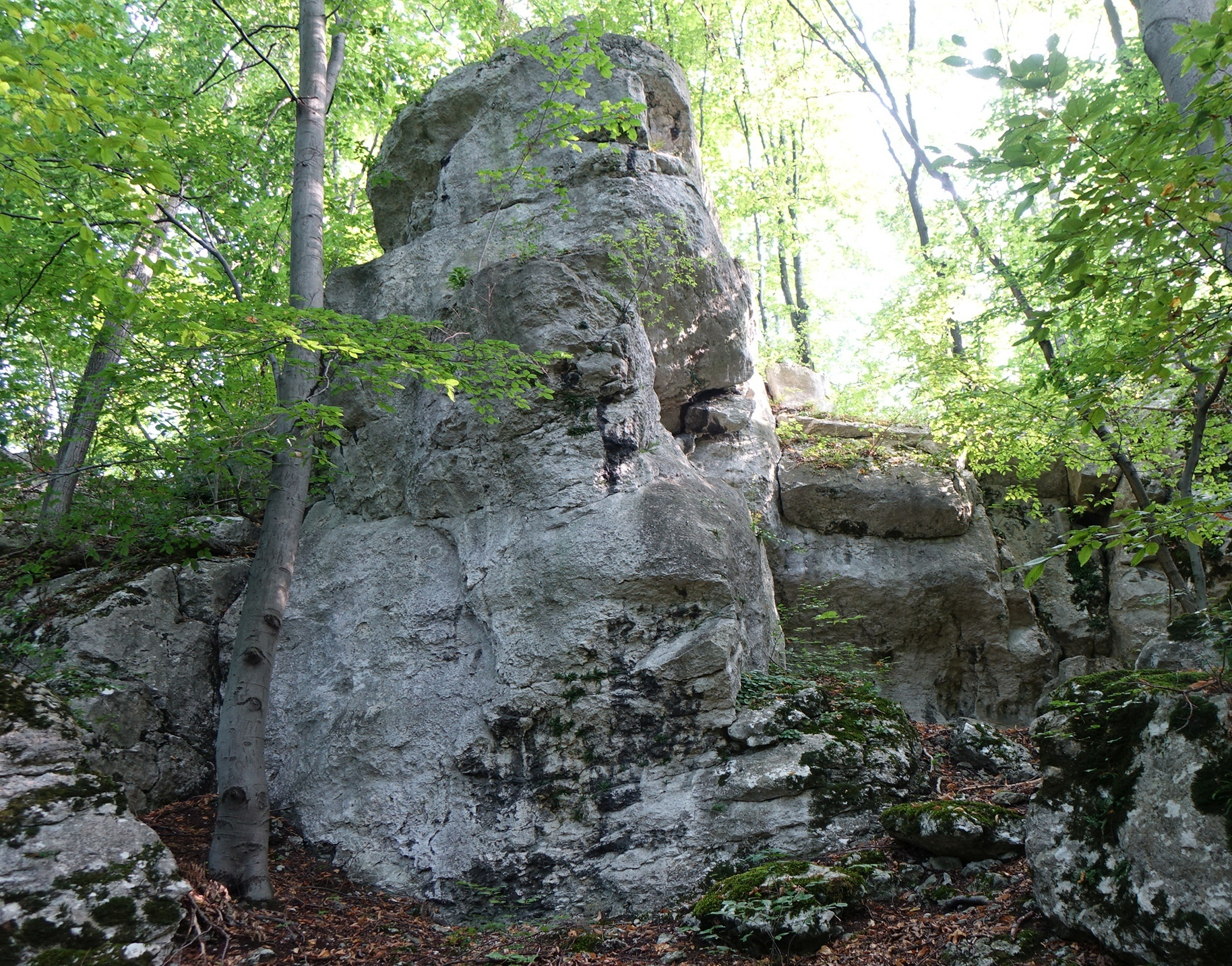

1. Struna; VI.1+/2, 4r + st
2. Nuta; 5r + st
3. Gitara; V+, 5r + st[1].